# Iljuschin Il-4
Die Iljuschin Il-4 (russisch Ильюшин Ил-4, NATO-Codename: „Bob“) war ein sowjetischer Bomber im Zweiten Weltkrieg. Sie entstand in direkter Folge zu ihrem Vorgängermodell DB-3, war aber in einigen Punkten verbessert worden.

## Entwicklung
Die Il-4 war als Flugzeug in Ganzmetall-Halbschalenbauweise projektiert worden, jedoch mussten im Verlauf der Fertigung einzelne Baugruppen (Außenflügel, Rumpfbug und -heck) aufgrund der kriegsbedingten Metallknappheit durch Holzpressschalen ersetzt werde, was sich negativ auf die Flugleistungen auswirkte. Gegenüber ihrem direkten Vorgängermodell, der DB-3, war das auffälligste Merkmal der Maschine ihr verglaster und spitz zulaufender Rumpfbug, der nun mit einem Waffenstand, ausgerüstet mit einem 7,62-mm-SchKAS-MG, versehen war. Die trapezförmigen Tragflächen waren durch keilförmige ersetzt worden. Ergebnis war die DB-3F (DB = „Dalnij Bombardirowschtschik“, Langstreckenbomber, F steht für forsirowanni, beschleunigt). Ein weiteres MG war im Rumpfturm untergebracht, ein drittes feuerte durch eine Klappe im Rumpfboden nach unten. Durch Verwendung von leistungsstärkeren Tumanski-Motoren vom Typ M-88B stieg die Startmasse geringfügig.
Ab 1941 erschien die als Torpedobomber projektierte Il-4T. Sie war in der Lage, bis zu zwei 940-kg-Torpedos der Typen 45-36-AN für niedrige Abwurfhöhe oder 45-36-AW mit Fallschirm für höhere Abwurfhöhe zu befördern. Einsatzgebiete waren die Ostsee, das Schwarze Meer, die Barentssee sowie die sowjetische Pazifikküste. Weitere Aufgaben waren die Fernaufklärung sowie das Legen von Seeminen.
Mitte 1939 flog die vorläufig DB-3F betitelte Maschine erstmals und Anfang des folgenden Jahres begann die Serienproduktion. Bis 1944 wurden 5256 Maschinen der DB-3F/Il-4 gebaut.

## Einsatz

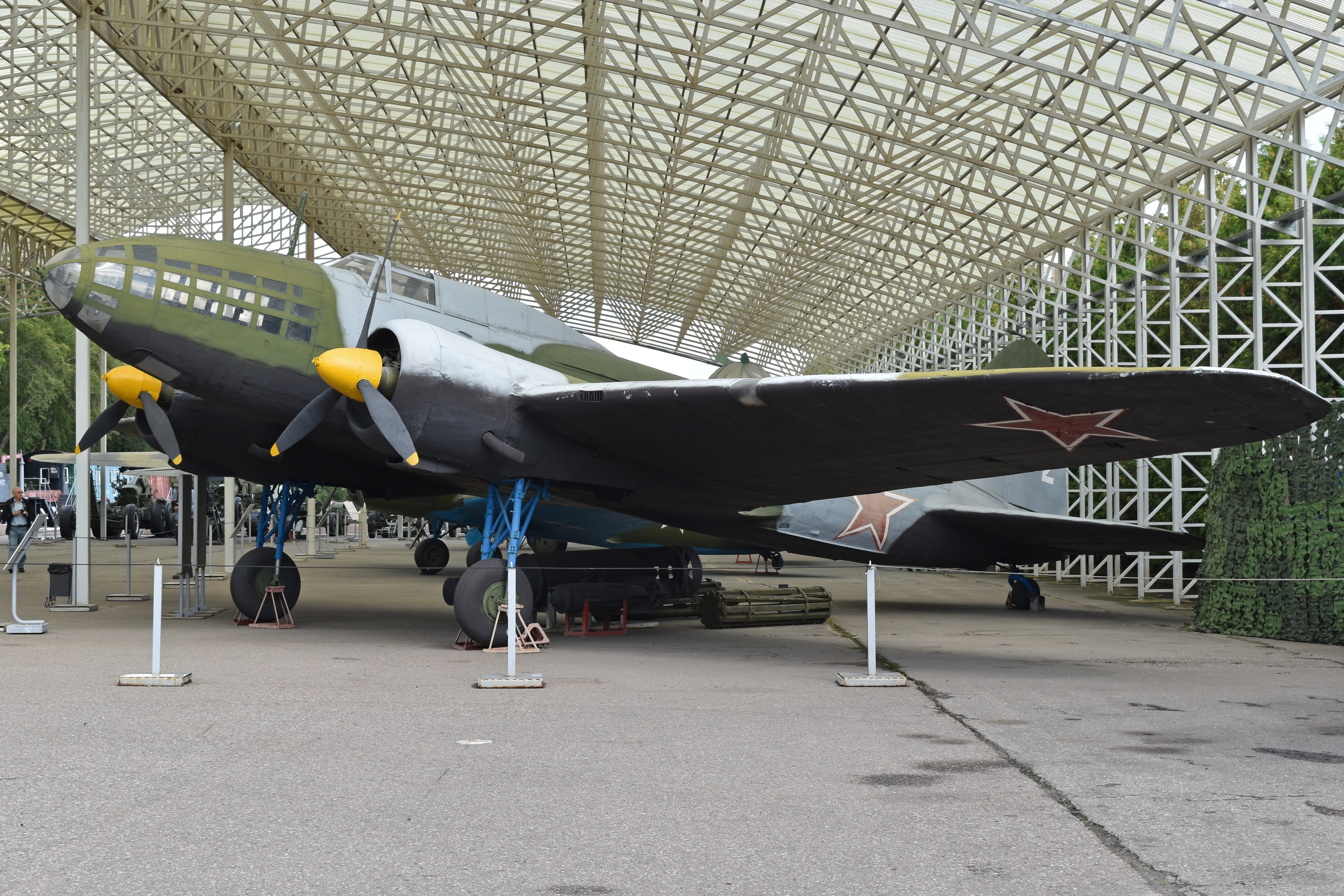
Il-4 im Museum des Großen Vaterländischen Krieges in Moskau

Die Il-4 nahm an allen größeren Schlachten an der deutsch-sowjetischen Front teil, wobei sie neben den Fernangriffen auf Berlin auch zur Luftnahunterstützung der Bodentruppen auf dem Gefechtsfeld eingesetzt wurde. Sie wurde auch zur Langstreckenaufklärung und als Schulflugzeug eingesetzt. Bekannt wurde der Selbstopferangriff einer Il-4-Besatzung des Piloten Nikolai Gastello in der Anfangsphase dieses Krieges.
Vier von der deutschen Luftwaffe erbeutete Maschinen wurden von Finnland erworben und wiederum gegen die Rote Armee eingesetzt.
Im Jahre 1943 befanden sich etwa 2300 Il-4 im Bestand der sowjetischen Luftstreitkräfte, in der Endphase des Zweiten Weltkrieges waren es noch über 1500. 1949 wurde die Il-4 ausgemustert. Die Torpedoversion Il-4T wurde bis 1952 bei den Seefliegerkräften geflogen. Nachfolgemodell war die etwas größere Il-6, von der jedoch nur vier Exemplare existierten.

## Technische Daten

Il-4 (1942)

| Kenngröße             | Il-4 (1942) | Il-4T |
| --------------------- | --- | --- |
| Konzeption            | mittlerer Bomber | Torpedobomber |
| Besatzung             | 3 | 3 |
| Spannweite            | 21,44 m | 21,44 m |
| Länge                 | 14,76 m | 14,76 m |
| Höhe                  | 4,10 m | 4,10 m |
| Flügelfläche          | 66,70 m² | 66,70 m² |
| Flügelstreckung       | 6,9 | 6,9 |
| Leermasse             | 5.800 kg | 5.930 kg |
| Startmasse            | 9.139 kg | 10.500 kg |
| Antrieb               | zwei luftgekühlte 14-Zylinder-Doppelsternmotoren Tumanski M-88B                                                        | zwei luftgekühlte 14-Zylinder-Doppelsternmotoren Tumanski M-88B                                                        |
| Startleistung         | je 809 kW (1.100 PS)                                                                                                   | je 809 kW (1.100 PS)                                                                                                   |
| Höchstgeschwindigkeit | 410 km/h in 6.500 m Höhe                                                                                               | 445 km/h in 4.000 m Höhe                                                                                               |
| Steigzeit auf 5.000 m | 13 min | 10,2 min |
| Gipfelhöhe            | 9.400 m | 7.000 m |
| Reichweite            | 3.800 km | 3.300 km |
| Bewaffnung            | zwei bewegliche 7,62-mm-MG SchKAS in Bugkanzel und Bodenlafette ein bewegliches 12,7-mm-MG UBT im Rumpfrücken-Drehturm | zwei bewegliche 7,62-mm-MG SchKAS in Bugkanzel und Bodenlafette ein bewegliches 12,7-mm-MG UBT im Rumpfrücken-Drehturm |
| Abwurfmunition        | maximal 2.500 kg Bomben auf Kurzstrecken (extern und intern mitführbar)                                                | maximal zwei Torpedos à 940 kg                                                                                         |